# Grange of Lindores
Grange of Lindores è un piccolo villaggio del nord del Fife, Scozia, Regno Unito, situato nelle vicinanze del lago Lindores.